# Adele Schopenhauer
Luise Adelaide Lavinia Schopenhauer, coneguda com Adele Schopenhauer (Hamburg, 12 de juliol de 1797 - Bonn, 25 d'agost de 1849), va ser una autora alemanya. Era filla de l'escriptora Johanna Schopenhauer i germana del filòsof Arthur Schopenhauer. Henriette Sommer i Adrian van der Venne eren pseudònims que va fer servir.

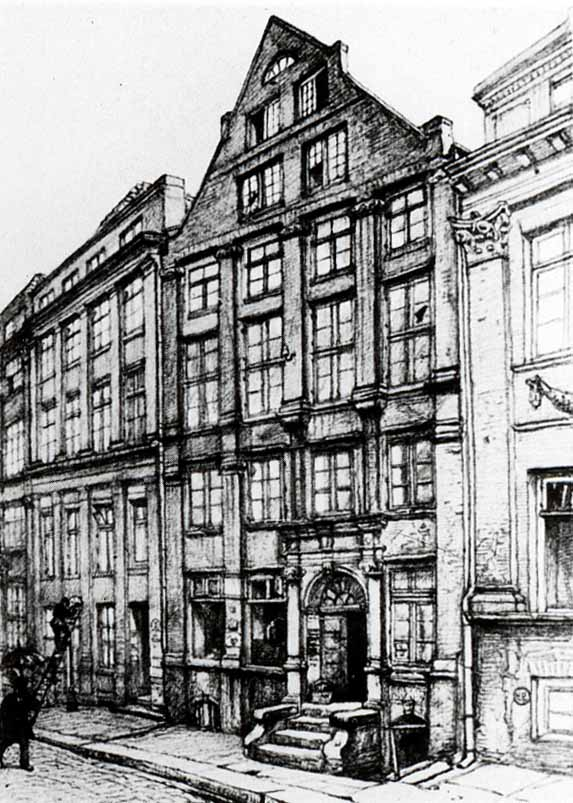
Residència i oficina comercial de la família Schopenhauer fins al 1805, ubicada a New Wandrahm 92, a Hamburg (avui Speicherstadt)

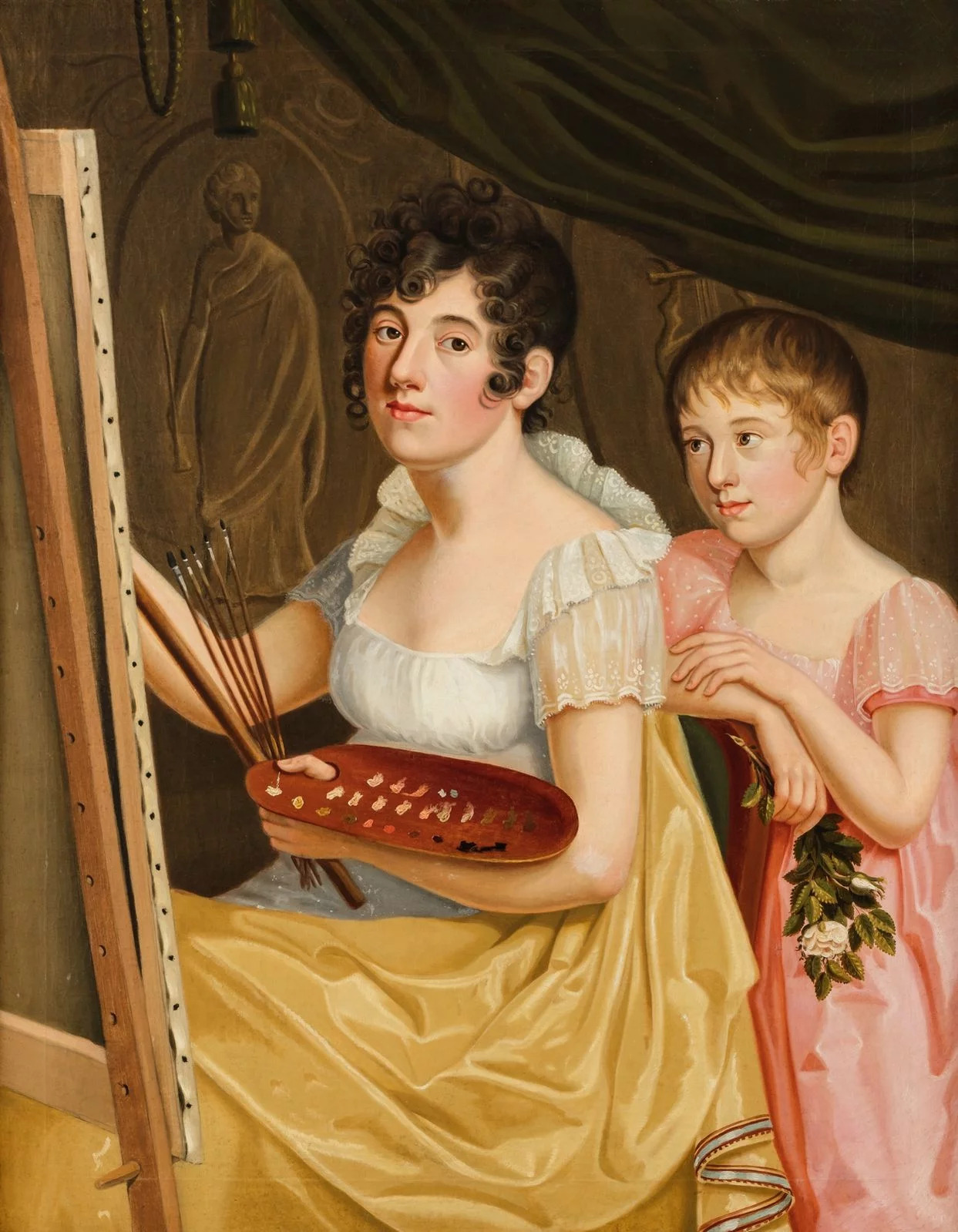
Johanna i Adele Schopenhauer (Caroline Bardua, 1806)

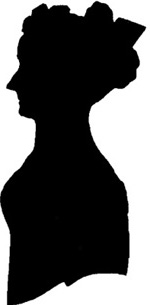
Papercut Autoretrat

Adele Schopenhauer va néixer a Hamburg, filla de Heinrich Floris Schopenhauer, un home de negocis, i la seva dona Johanna. Va créixer a Weimar sota la influència d'un cercle d'artistes i estudiosos que es reunien al saló literari dirigit per la seva mare, però no va rebre cap educació formal. Era molt dotada i es dedicava a la literatura i la poesia. No només va escriure contes de fades, poemes i novel·les, sinó que també va ser una hàbil artista de les siluetes retallades en paper, el papercut. Tant les seves siluetes com les seves contribucions literàries han estat reconegudes i apreciades, especialment en el món anglosaxó, en les darreres dècades.

## Biografia
Va rebre classes particulars de llengües antigues i modernes, música, art i pintura. La seva formació estètica i intel·lectual es va produir en el context de l'important saló literari de la seva mare, Johanna, entre el classicisme i les tendències romàntiques emergents, i amb ella feia també viatges educatius anuals.
Adele Schopenhauer fou amiga íntima d'Ottilie von Goethe, que seria després nora de l'escriptor, amb la qual va fundar un club de lectura femení, per llegir tant els clàssics com els romàntics. Visitava sovint la casa de Goethe a Weimar i ell mateix freqüentava el saló de la seva mare. Se sap que ella l'anomenava «pare», i que la noia era molt valorada per Goethe.
La situació polítca d'aquells anys, però, després del Congrés de Viena, va obrir un abisme entrel'alta classe aristocràtica i la burgesia, en què es trobava la família Schopenhauer. En aquest context, al maig de 1819, la banca Muhl, de Danzig, es va ensorrar. Mare i filla, que havien dipositat en aquest banc tots els diners heretats a la mort de Heinrich Schopenhauer, van perdre gran part dels seus actius. Les propostes d'acord de totes dues dones amb Arthur Schopenhauer, que n'hi havia deixat sàviament només un terç, no van tenir èxit i les relacions amb el germà es van deteriorar. Aquesta pèrdua va comportar conseqüències dràstiques, i l'estil de vida de les dones Schopenhauer a la dècada de 1820 va haver de canviar i la vida futura d'Adele Schopenhauer va orientar-se cap a la feina remunerada i, indirectament, també envers la solteria.

## Trasllat a Bonn
A causa del canvi de circumstàncies a Weimar i la seva situació financera desfavorable, sembla que la posició dels Schopenhauer a Weimar va decaure. Adele, el 1828, va poder persuadir la seva mare Johanna de traslladar-se a Bonn i després a Unkel. A Bonn, Adele va ser amiga íntima d'Annette von Droste-Hülshoff i de Sibylle Mertens-Schaaffhausen.
Al 1835 va publicar alguns poemes amb el pseudònim Alma i una narració a la revista Phoenix signada amb el nom d'Adrian van der Venne. Al 1837 ja havia publicat la novel·la Der Nachfalter und das Sonntagskind. Ein Märchen neuer Zeit [La papallona i el nen del diumenge. Un conte de fades dels nous temps]. Després de la mort de la seva mare, el 1838, va deixar els pseudònims i va passar a signar amb el seu nom. Va publicar les memòries de Johanna Schopenhauer amb el títol de Jugendleben und Wanderbilder (1839), i va treballar com a professora particular i traductora. Va escriure el llibret de l'òpera El rei Enzio (1846), de Walter von Goethe, i del drama Erlinde, amb Wolfgang von Goethe (1845), i també va publicar dues novel·les. Va fer conferències, componia quadres i miniatures i va fer il·lustració. Va excel·lir en la creació de siluetes.
Va viatjar molt, sobre tot a Itàlia, on residí a partir de 1844 i hi va passar els darrers anys de la vida, especialment a Roma i Nàpols, on va escriure la seva última novel·la, Eine dänische Geschichte. Va treballar en aquests anys com a corresponsal per a diverses publicacions; va escriure per a Kunstblatt sobre manuscrits medievals de la Biblioteca Vaticana i sobre art alemany a Roma, per al Morgenblatt descrivia les exposicions a Florència, a la revista de Dresden Europa publicà reportatges sobre escultors i pintors d'Itàlia. I també va escriure una guia de viatge de la ciutat de Florència.

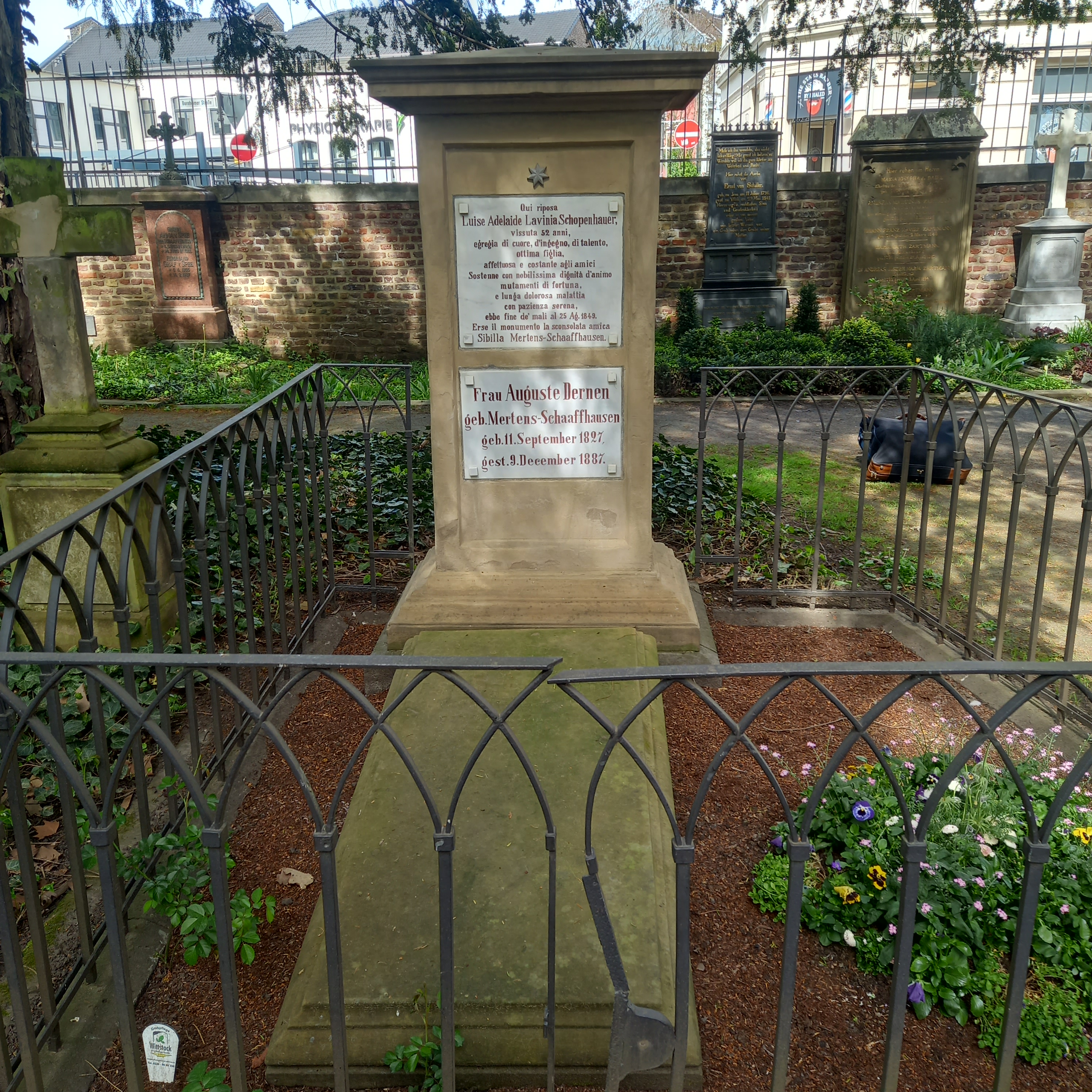
Tomba d'Adele Schopenhauer, amb la dedicatòria de Sibylle Mertens-Schaaffhausen en italià

El 1849 va tornar a Alemanya greument malalta i va ser enterrada el dia del 100è aniversari de Goethe. La seva amiga Sibylle Mertens-Schaaffhausen en va fer un epitafi emotiu en italià. Quatre dies després del funeral de Schopenhauer, Sibylle Mertens va celebrar un servei commemoratiu privat, seguint un patró de l'antiguitat clàssica, al seu jardí de Wilhelmstraße. La tomba d'Adele Schopenhauer es troba a l'antic cementiri de Bonn.

## Obra literària
La seva obra poètica és breu. L'obra narrativa, més extensa, aplega Haus-, Wald und Feldmärchen [Contes de fades de la llar i del bosc] (1844), en què els desitjos eròtics prohibits del protagonista es realitzen en forma d'un fantasma de la casa, així com les dues novel·les Anna (1845) i Eine dänische Geschichte (1848), la primera de les quals té trets autobiogràfics. En les obres narratives, és habitual que s'assenyali la posició subordinada de les dones, i que es reclamin per a elles oportunitats educatives.
- Anna. Ein Roman aus der nächsten Vergangenheit [Anna: Una novel·la del passat més recent]. Parts 1-2. Leipzig: Brockhaus, 1845.
- Eine dänische Geschichte [Una història danesa], Braunschweig: Westermann, 1848.
- Gedichte und Scherenschnitte [Poemes i siluetes]. 2 volums. Editat per HH Houben i Hans Wahl. Leipzig: Klinkhardt, 1920.
  - Volum 1: Poesia
  - Volum 2: Siluetes [Papercuts]
- Haus-, Wald- und Feenmärchen [Contes de fades de la llar i del bosc]. Leipzig: Brockhaus, 1844.
- Tagebuch einer Einsamen [Diari d'una solitària]. Editat, i amb una introducció, per HH Houben. Amb siluetes de l'autora i un apèndix de Rahel E. Feilchenfeldt-Steiner; Munic: Matthes & Seits Verlag, 1985.
- Florenz. Ein Reiseführer mit Anekdoten und Erzählungen [Florència: Una guia amb anècdotes i històries]; 1847/48. Editat per Waltraud Maierhofer. Weimar: VDG, 2007.
- Vom-Niederrhein [Del baix Rin]. Editat per Ulrich Bornemann. Calendari per a Kleverland per a l'any 2009. Kleve 2008, pàgines 99–117.

## Art de les siluetes de paper

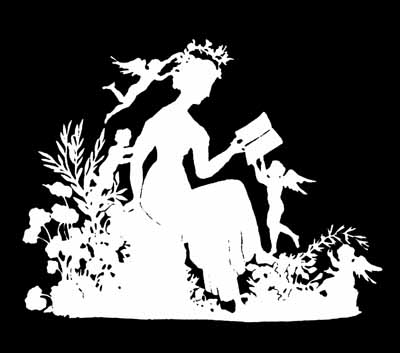
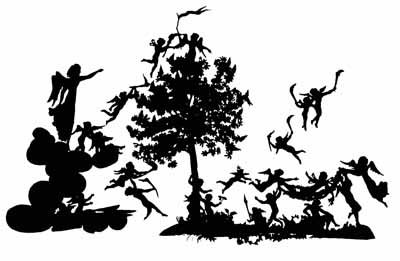
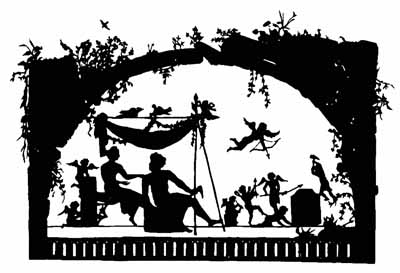
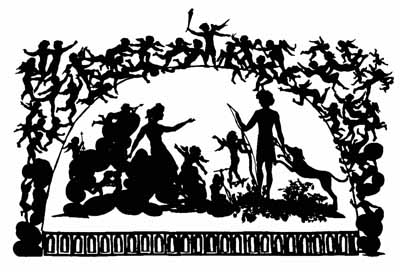
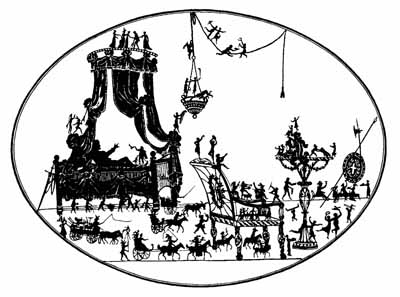
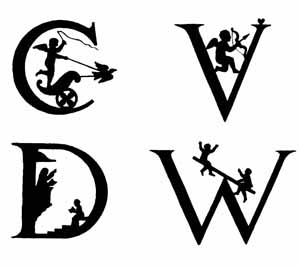

## Reconeixement i memòria
Al 2019, en el 170è aniversari de la seva mort, l'Arxiu Goethe i Schiller dedicà per primer cop una exposició a Adele Shopenhauer. Les cartes exposades permetien conèixer la relació amb el seu germà, l'estret vincle amb Goethe o l'amistat amb l'escriptor Karl Immermann.